# Matt Wells
Matt Wells (* 14. Dezember 1886 in Walworth, London, Großbritannien; † 27. Juni 1953 ebenda) war ein britischer Boxer und Normalausleger.

## Werdegang
Bei den Amateuren war Wells unter anderem von 1904 bis 1907 englischer Meister. Er trat bei den Olympischen Sommerspielen 1908 in London im Leichtgewicht an. Er verlor dabei im Viertelfinale gegen den späteren Olympiasieger Frederick Grace.
Wells’ ersten beiden Kämpfe im Profiboxen endeten jeweils in einem  „No Contest“. Am 8. August 1910 schlug er Freddie Welsh über 20 Runden nach Punkten und wurde dadurch britischer sowie Europameister.
Im März 1914 wurde er Weltmeister im Weltergewicht und blieb dies bis zu seiner Niederlage gegen seinen US-amerikanischen Herausforderer Jack Britton im Juni 1915.